# Городно (Дєдовицький район)
Городно (рос. Городно) — присілок в Дєдовицькому районі Псковської області Російської Федерації.
Населення становить 33 особи. Входить до складу муніципального утворення Пожеревицька волость.

## Історія
Від 2015 року входить до складу муніципального утворення Пожеревицька волость.

## Населення
| 2001 | 2002 | 2010 |
| ---- | ---- | ---- |
| 49   | ↘43  | ↘33  |